# Nervo cardiaco superiore
Il nervo cardiaco superiore nasce da due o più rami provenienti dal ganglio cervicale superiore, e occasionalmente riceve alcune fibre nervose dal tronco tra il primo e il secondo ganglio cervicale. Decorre lungo il collo, dietro l'arteria carotide comune, e davanti al muscolo lungo del collo; e si incrocia di fronte all'arteria tiroidea inferiore e al nervo ricorrente. Il decorso seguito dal nervo di destra e di sinistra per raggiungere il plesso cardiaco è quindi differente.

## Nervo cardiaco superiore di destra
Il nervo di destra, alla radice del collo, passa davanti o dietro all'arteria succlavia, e decorre insieme all'arteria anonima sul retro dell'arco aortico, dove si unisce con la parte più profonda del plesso cardiaco.
Il nervo è collegato con altri rami del simpatico; circa al centro del collo riceve fibre nervose dal nervo laringeo esterno (ramo del nervo laringeo superiore; più in basso, riceve alcune fibre dal nervo vago; infine quando penetra nel torace si unisce ad altre fibre nervose provenienti dal nervo laringeo ricorrente.
Alcune fibre nervose del nervo comunicano con rami nervosi tiroidei provenienti dal ganglio cervicale medio.

## Nervo cardiaco superiore di sinistra
Il nervo di sinistra, nel torace, decorre davanti all'arteria carotide comune sinistra e attraversa la zona sinistra dell'arco aortico, fino alla parte superficiale del plesso cardiaco.